# Могилино
Моги́лино (болг. Могилино) — село в Русенській області Болгарії. Входить до складу общини Две-Могили.

## Населення
За даними перепису населення 2011 року у селі проживали 245 осіб.
Національний склад населення села:
| Національність   | Кількість осіб | Відсоток |
| ---------------- | -------------- | -------- |
| болгари          | 184            | 75,7%    |
| турки            | 58             | 23,9%    |
| не визначились   | 0              | 0%       |
| Всього відповіли | 243            |          |

Розподіл населення за віком у 2011 році:
Динаміка населення: